# Bacillus (насекомые)
Bacillus — род насекомых из группы палочников отряда Привиденьевые.

## Распространение
Обычны в Европе и Северной Африке.

## Виды
- Bacillus atticus Brunner, 1882 — эндемик Греции
- Bacillus grandii Nascetti & Bullini, 1982
- Bacillus inermis (Thunberg, 1815)
- Bacillus lynceorum Bullini, Nascetti & Bianchi Bullini, 1983
- Bacillus rossius Rossi, 1788 — Средиземноморье
- Bacillus whitei Nascetti & Bullini, 1982